# Schäpe
Schäpe ist ein Ortsteil der Stadt Beelitz im Landkreis Potsdam-Mittelmark in Brandenburg.

## Geografie
Der Ort liegt 28 Kilometer südwestlich der Landeshauptstadt Potsdam abseits der B 246 zwischen Beelitz und Brück am Westrand des Naturparks Nuthe-Nieplitz.

## Geschichte und Etymologie
Schäpe wurde erstmals am 9. August 1342 als Scheep in einem Dokument des Markgrafen Ludwig urkundlich erwähnt. Die Bezeichnung stammt wahrscheinlich aus dem Slawischen und bedeutet Ort, wo Schindmähren, Klepper sind.  Die ersten fünf Siedlerfamilien waren katholischen Glaubens. Sie wurden von Mönchen aus dem Mauritiuskloster in Magdeburg bei der Urbarmachung des Landes unterstützt, die eine Patenschaft über das Dorf übernommen hatten. Experten vermuten, dass die ersten Häuser dort standen, wo sich im 21. Jahrhundert die Gebäude mit den Hausnummern 6, 8, 11 und 21 einschließlich des Spielplatzes befinden. Die Reformation erreichte 1539 den Ort. 1634 zogen zwei weitere Familien nach Schäpe, das sich zu einem unregelmäßigen Gassendorf entwickelte. In den Jahren 1770 bis 1771 errichteten sie gemeinsam eine Schule sowie eine Kirche. 1772 bauten die Landwirte in Schäpe auf Anordnung der preußischen Regierung erstmals die Kartoffel an; ein Jahr später ließ Friedrich der Große auch in diesem Ort Maulbeeren zur Seidenraupenzucht anpflanzen. Es kam zu einem wirtschaftlichen Aufschwung, so dass kurz vor Ende des 18. Jahrhunderts im Jahr 1797 die erste Gaststätte im Ort eröffnete.
1824 schlug ein Blitz in die Kirche ein und zerstörte den Sakralbau. Drei Jahre später errichtete die Kirchengemeinde auf ihren Fundamenten nach Entwürfen von Karl Friedrich Schinkel einen Neubau, der 37 Jahre später mit einem Turm ergänzt wurde. Am 22. April 1833 wurde der Ort bei einem Brand fast vollständig zerstört. Damit dies nicht wieder geschehen konnte, legten die Bewohner einen Brandgraben an. Er konnte jedoch nicht verhindern, dass am 31. Mai 1882 erneut ein gutes Drittel des Ortes durch Feuer verwüstet wurde. Die Schäper bauten daraufhin bis 1902 sukzessive alle Gebäude um und ersetzten das Lehmfachwerk mit Strohdächern durch massivere Bauten aus Mauerstein. 1834 erhielt Schäpe den Anschluss über eine Straße nach Salzbrunn. 1844 entstand ein neues Schulgebäude. 1920 stellte die Polizei im Zuge des Kapp-Putsches im Dachstuhl der Kirche einige Karabiner und Munition sicher. Am 20. November 1923 erhielt der Ort den Anschluss an das elektrische Stromnetz – die Schule wurde beleuchtet. Mit Wirkung zum 1. Juni 1933 gründete sich die Freiwillige Feuerwehr. Im Zweiten Weltkrieg wurde der Ort erheblich in Mitleidenschaft gezogen: sechs Scheunen und fünf Ställe waren am Ende der Kampfhandlungen komplett vernichtet, sechs Wohnhäuser, ein Stall sowie die Kirche schwer beschädigt. Am 4. Juli 1969 schloss die Schule in Schäpe – die Kinder gehen seither nach Beelitz zum Unterricht. 1978 entstand eine Bestattungshalle.
Bis zur Eingemeindung nach Beelitz am 31. Dezember 2001 war Schäpe eine eigenständige Gemeinde, die im 19. und 20. Jahrhundert bis zu dessen Auflösung zum Landkreis Zauch-Belzig gehörte. 2010 gründete sich ein Förderverein, der sich für die Sanierung der Kirche einsetzt. 2014 erhielt Schäpe ein eigenes Wappen. 2015 eröffnete in einer alten Schmiede ein Museum, das die Ortsgeschichte Schäpes zeigt.

## Wappen
| Wappen von Schäpe | Blasonierung: „In Rot vorn eine silberne Figur, bestehend aus vier oben und unten anstoßenden, in der Mitte kreisförmig verflochtenen Stäben, die beiden äußeren in der Mitte jeweils nach innen rund ausgebogen, die beiden inneren kreuzen sich von oben bzw. unten her bogenförmig in der Mitte, sind am Rand der Figur nach oben bzw. unten abgeknickt und halbkreisförmig verbunden, sodass zwei schrägaufwärts bzw. schrägabwärts geschrägte mandelförmige Schlingen entstehen, hinten ein steigendes silbernes Pferd.“ |
| Wappen von Schäpe | Wappenbegründung: Im Bezug auf die historischen Wurzeln des Dorfes wurde auf die Kombination der Hintergrundfarben Rot – Weiß (bzw. Silber) zurückgegriffen und ist damit an die Farben der Mark-Brandenburg angelehnt. Das Pferd hat gleich in mehrfacher Hinsicht einen Bezug zum Ort: Der Name Schäpe kommt aus dem Slawischen und bedeutet „Ort, wo Schindmähren bzw. Klepper sind“. Hatten die Pferde früher in der Landwirtschaft bis zur Erschöpfung gearbeitet, so spielen sie heute vor allem in der Pferdezucht, im Reitsport und im Fremdenverkehr eine große Rolle. Mit rund 200 Tieren gibt es im Ort mehr Pferde als Einwohner. Das Pferd soll Wille und Kraft zum Aufstieg symbolisieren. Das viersträngige, in sich verflochtene Ornament steht für Verbundenheit. Es findet sich in der Schinkel-Kirche auf fast allen Säulenkapitälen wieder. Dort wecken die vier Stränge Assoziationen zu den vier Evangelisten, den vier Paradiesströmen, den vier Himmelsrichtungen, den vier Jahreszeiten, den vier Elementen. Sie könnten aber auch als Spargelreihen gesehen werden, die Schäpe ebenfalls ausmachen. Das Ortswappen wurde vom Heraldiker Ismet Salahor aus Frankfurt gestaltet und beim HEROLD am 31. Oktober 2014 in die Deutsche Ortswappenrolle unter der Nr. 35BR aufgenommen. |

## Kultur und Sehenswürdigkeiten
- Dorfkirche Schäpe:  Die Saalkirche mit Apsis wurde  im Jahr 1827 nach Entwürfen von Karl Friedrich Schinkel errichtet. Im Innern befinden sich eine polygonale Kanzel sowie eine Hufeisenempore aus der Bauzeit der Kirche. Die Orgel stammt aus der Mitte des 19. Jahrhunderts.
- Heimatmuseum in einer ehemaligen Schmiede[7]

## Wirtschaft und Infrastruktur

### Verkehr
Die Bundesautobahn 9 (Berlin–München) durchquert die Gemarkung von Südwesten in nordöstlicher Richtung. Die Anschlussstelle Beelitz führt auf die B 246, die Schäpe in West-Ost-Richtung durchquert. Von der Haltestelle Schäpe an der Wittbriezener Straße besteht eine Busverbindung mit der Linie 647 nach Beelitz, die mehrmals täglich bedient wird.

### Ansässige Unternehmen
Im Ort befinden sich insbesondere ein landwirtschaftlicher Betrieb, der Spargel auf einem Hof vermarktet, ein Werbestudio, ein Heraldiker, eine Reitschule und ein Pferdezuchtbetrieb sowie mehrere Unterkünfte für Touristen.